# 펠레 (화산)

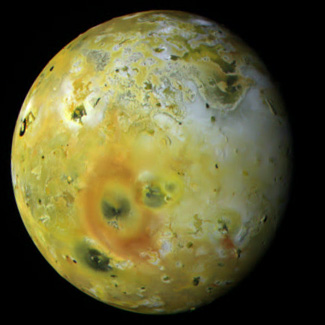
갈릴레오 호가 촬영한 펠레 화산(주황색 고리 안쪽)

펠레 화산(영어: Pele)은 목성의 위성 이오에 자리잡고 있는 활화산이다.
이오에 위치한 거대한 화산으로 분화구에 거대한 용암호를 가지고 있는 것으로 알려져 있으며, 대분화시 용암을 최대 400km 높이까지 분출한다. 이오에서 가장 큰 화산들 중 하나로 주변에 퇴적된 화산분출물로 이루어져 있는 오렌지색의 고리가 있다.
이 화산은 1979년 보이저 1호의 탐사로 처음 발견되었으며, 그 후에도 갈릴레오 호 등 여러 탐사선에 의해 탐사되었다. 평균 높이 300km 높이로 분출하며, 용암호도 또한 촬영이 되었다. 이름은 하와이 화산의 여신 펠레(Pele)를 뜻한다.